# Три сестры (фильм, 1984)
Три сестры (нем. Drei Schwestern) ― экранизация одноимённой пьесы русского писателя Антона Павловича Чехова, снятая немецким режиссёром Томасом Лангхоффом по заказу восточно-германской телекомпании Deutscher Fernsehfunk в 1984 году. 

## Съёмки
Драматургической частью фильма занимались Манфред Меккель и Ева Наке, а декорациями ― Дитер Берге.
Премьера постановки пьесы Томаса Лангоффа, которая художественно была очень близка к его же фильму, состоялась 13 января 1979 года в берлинском театре имени Максима Горького. Премьера кинокартины, снятой на плёнке производства ORWO-Color, состоялась по случаю Всемирного дня театра 25 марта 1984 года на 1-й программе телевидения ГДР.

## Критика
В то время как зритель в театре всегда обозревает всё происходящее на сцене, Лангофф сознательно направляет его взор к крупным планам, обращая внимание на атмосферное пространство ландшафта, на его различные детали... и гениально сложные процессы ― так, что решающей становится роль оператора.— Neue Zeit

«Три сестры» ― это фильм высокой эстетической ценности и в то же время продукт большого производства. Художественный брак между театром и телевидением принёс свои плоды.— Neues Deutschland